# Ибраимов, Жумабек Ибраимович
Жумабек Ибраимович Ибраимов (1 января 1944, Джаны-Алыш, Фрунзенская область — 4 апреля 1999, Бишкек) — киргизский государственный деятель.

## Биография
Родился 1 января 1944 года в селе Джаны-Алыш Кеминского района Чуйской области
В 1971 году окончил Фрунзенский политехнический институт, специальность — технология машиностроения, металлорежущие станки и инструменты. В 1989 году окончил Алма-Атинскую высшую партийную школу по специальности «партийное и советское строительство». Срочную службу проходил в воздушно-десантных войсках СССР.
В 1976 году проходил стажировку в Московском станкостроительном институте.
В январе 1977 года был переведен на работу в Рыбачинский филиал Мин-кушского завода «Оргтехника», где прошел путь от конструктора до директора предприятия (1977—1985 гг). В марте 1985 года был утвержден на должность Председателя Рыбачинского городского комитета народного контроля. Затем был избран Первым секретарем Рыбачинского горкома компартии Киргизии (1985—1988 гг.). В ноябре 1988 года назначен Первым заместителем заведующего отделом организационно-партийной работы ЦК компартии Киргизской ССР.
Избирался вторым секретарем Чуйского обкома, Председателем оргкомитета по подготовке XV съезда компартии Кыргызстана (1991 г.). С ноября 1991 года работал заместителем председателя Комитета по безопасности и обороне Верховного Совета СССР, затем назначен генеральным директором акционерного общества «Жанар» (1992—1993 гг.).
Указом Президента Кыргызской Республики в январе 1993 года был утвержден главой Бишкекской городской государственной администрации. В январе 1995 года назначается Государственным секретарем при Президенте КР, в марте 1996 года — советником Президента КР и полномочным представителем Президента КР в Собрании народных представителей Жогорку Кенеша.
С декабря 1997 года — Председатель правления Фонда госимущества — министр КР. Стал Премьер-министром Кыргызстана 25 декабря 1998 года. Был премьер-министром до своей смерти 4 апреля 1999 года.
В 1990 году избирался депутатом Верховного Совета СССР. Во второй половине 90-х годов дважды избирался депутатом Жогорку Кенеша. За заслуги перед Кыргызстаном в 1994 году награжден Почетной грамотой КР.
Скончался 4 апреля 1999 года, похоронен на Ала-Арчинском кладбище.